# Губахинский городской округ
Губахинский городской округ или го́род Губа́ха — упразднённое муниципальное образование в Пермском крае России.
Административный центр — город Губаха.
Образован в 2012 году после упразднения Губахинского муниципального района. Упразднён в 2022 году путём объединения с Гремячинским городским округом в Губахинский муниципальный округ.
В рамках административно-территориального устройства, территории Губахинского городского округа соответствует административно-территориальная единица город краевого значения Губаха.

## География
Площадь — 1 009,5 км², с севера на юг простирался на 45 км, с востока на запад — на 25 км.
Располагался на западном склоне Уральских гор. Более половины этой территории покрыто лесом, преимущественно темнохвойным с преобладанием ели, пихты, берёзы, липы.

## История
22 марта 1941 года рабочие посёлки Нижняя и Верхняя Губаха, Кржижановский и посёлок шахты Крупская были выделены из подчинения города Кизела в самостоятельную административно-территориальную единицу — город областного подчинения Губаха (с 2005 года — город краевого значения). Ему стали подчинёны рабочие посёлки Широковский, Нагорнский, с 1960 года также и Углеуральский.
С 2004 до 2012 гг. в рамках организации местного самоуправления в его границах функционировал Губахинский муниципальный район, который включал 3 муниципальных образования нижнего уровня:
- Губахинское городское поселение,
- Северо-Углеуральское городское поселение,
- Широковское сельское поселение.

В июне 2012 года Губахинское городское поселение преобразовано в городской округ «Город Губаха». В августе-сентябре 2012 года муниципальный район был упразднён, а все входившие в него ранее поселения были объединёны с городским округом «Город Губаха».
Согласно уставу городского округа, принятому Губахинской городской Думой 16 декабря 2013 года, равнозначными официальными наименованиями муниципального образования стали «Губахинский городской округ», «город Губаха» и "Городской округ «Город Губаха».
В 2022 году Губахинский городской округ упразднён и объединён с Гремячинским городским округом в Губахинский муниципальный округ, на формирование органов власти которого предусмотрен переходный период до 1 января 2023 года.

## Население
| 2000    | 2002    | 2005    | 2006    | 2007    | 2008    | 2009    | 2010    | 2011    |
| ------- | ------- | ------- | ------- | ------- | ------- | ------- | ------- | ------- |
| 47 323  | ↘45 955 | ↘43 304 | ↘42 200 | ↘41 000 | ↘40 086 | ↘39 275 | ↘38 996 | ↘38 810 |
| 2012    | 2013    | 2014    | 2015    | 2016    | 2017    | 2018    | 2019    | 2020    |
| ↘37 955 | ↘37 177 | ↘36 363 | ↘35 794 | ↘35 121 | ↘34 586 | ↘33 941 | ↘33 374 | ↘32 894 |
| 2021    |         |         |         |         |         |         |         |         |
| ↗35 342 |         |         |         |         |         |         |         |         |

### Национальный состав
На 2007 год русские — 92 %, татары — 7 %, представителей других национальностей менее — 1 %.

### Урбанизация
Городское население (город Губаха и пгт Углеуральский, Широковский) составляло 91,77 % населения округа.

## Населённые пункты
В рамках административно-территориального устройства к городу краевого подчинения Губахе относятся 9 административно-территориальных единиц (населённых пунктов), из них 3 городских населённых пункта (город и 2 рабочих посёлка), остальные — сельские населённые пункты.
В состав городского округа входили 9 населённых пунктов.
| № | Населённый пункт | Тип             | Население |
| - | ---------------- | --------------- | --------- |
| 1 | Губаха           | город           | ↘22 915   |
| 2 | 10 км            | посёлок         | ↗1114     |
| 3 | 20 км            | посёлок         | ↗1631     |
| 4 | Ключи            | посёлок         | ↘13       |
| 5 | Нагорнский       | посёлок         | ↘477      |
| 6 | Парма            | посёлок станции | ↘310      |
| 7 | Углеуральский    | рабочий посёлок | ↘8481     |
| 8 | Шестаки          | посёлок станции | ↘66       |
| 9 | Широковский      | рабочий посёлок | ↘1036     |

### Упразднённые населённые пункты
- В 2005 году упразднена деревня Шестаки[29].

## Экономика
На сегодняшний день основными промышленными комплексами района являются: химический, топливно-энергетический, металлургический. Представлены также лёгкая и пищевая промышленность.

## Символика

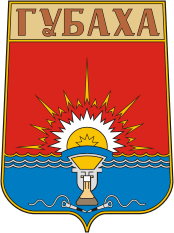
Герб 2006 года

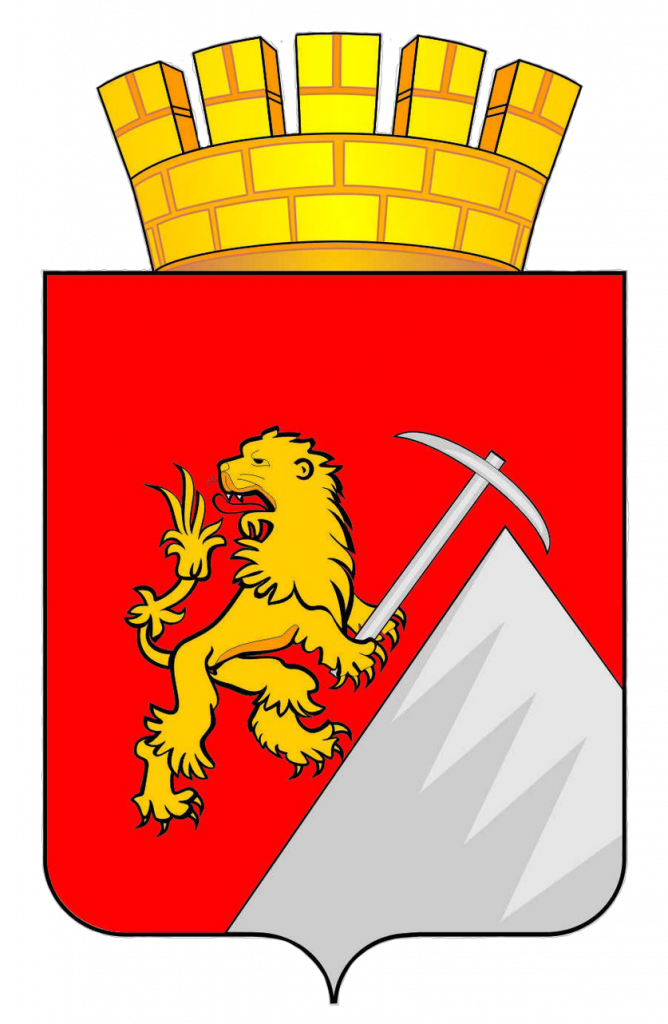
Герб 2013 года

Положение о гербе Губахинского муниципального района было утверждено Решением № 334 Земского собрания Губахинского муниципального района 5 октября 2006 года. При этом было признано утратившим силу решение Губахинской городской Думы от 24.01.2002 года № 224 «О гербе города Губахи».
Композиция решёна на красно — синем фоне.
В центре герба расположена вспыхнувшая лампочка, которая символизирует историческое событие в жизни города: по плану ГОЭЛРО в г. Губахе построена в 1924 году Кизеловская ГРЭС № 3 имени С. М. Кирова, первенец на Урале. Символ также подчёркивает развитие энергетики в городе. В эти годы ближайшие шахты получили электрическую энергию.
Внизу герба изображены скрещённые отбойные молотки, которые также подчёркивают историческое прошлое Губахи, города, который строился, развивался как шахтёрский. Редкая семья не связала свою жизнь с горным делом. Без малого два века из недр Губахинской земли занимались добычей угля.

Колба, расположенная между лампочкой и отбойными молотками отражает химическую промышленность города, представителем которой является ОАО «Метафракс», градообразующее предприятие. Продукция его пользуется спросом на мировом рынке. Качество отмечено многочисленными международными наградами. Таким образом, герб символизирует прошлое, настоящее и будущее города Губахи.
В июне 2010 года были утверждёны новые герб и флаг:
В червлёном поле золотой, обращённый, восстающий и обернувшийся вправо лев, держащий правой лапой серебряную кирку, заострённую с двух концов, и сопровождаемый снизу слева серебряной выходящей остроконечной горой".

Основная фигура герба — лев — указывает на историческое значение представителей династии Абамелек-Лазаревых для развития Губахинского муниципального района, где они долгое время владели шахтами и заводами. Восстающий лев — символ будущности и перспективы. Кирка показывает, что долгое время основным занятием населения, проживающего на территории района, была добыча полезных ископаемых, разведка и использование земных недр. Гора — одна из главных достопримечательностей Губахинской земли — гора Крестовая, место горнолыжного курорта и отдыха жителей и гостей района. Красный цвет поля символизирует труд, достаток, красоту и праздник. Серебро — символ совершенства, благородства, чистоты, веры, мира. Золото — символ высшей ценности, богатства, величия, постоянства, прочности, силы и великодушия.
Решением Думы Губахинского городского округа от 18.01.2013 года № 13 символика района была переутверждёна как герб и флаг городского округа город Губаха (Губахинского городского округа).